# アイアイグモ科
アイアイグモ科（アイアイグモか、Gallieniellidae）はクモ類の分類群の1つである。大顎が大きく長く前に突出しており、特に雄では著しく、背甲と同じくらいの長さになるものもある。南半球の一部にのみ見られる。

## 特徴
中程度の大きさのクモ。背甲は縦長ながらその輪郭はほぼ円形に近い。その幅は第2脚と第3脚の間付近で一番幅広く、第1脚の付近で僅かに狭くなっている。後端は断ち切られたような形で、その中央部で僅かに窪む。頭部は少し盛り上がり、中窩は縦長か、時に針穴状。目は8個が2列に並び、頭部中央の小丘に並び、その部分は黒く色づく。前列より後列の方が幅広い。前後の側眼は卵形で明るく、後中眼は平たくなっている。上顎は中程度か、著しく長い。基部では背面が窪んでおり、少なくとも基部側2/3より先では平らになっている。上顎の内側前側(前牙堤)には3本の歯が、後ろ側（後牙堤）には2本の歯が並ぶ。
腹部は細長く、糸疣は6個ある。前方のものはキチン化し、円錐形でその全長においてほぼ接触しており、またその先端の節は小さくて中央を向く。中疣は長くて幅狭く、1節のみからなる。後疣は中疣より幅広く、先端の節は基部側の節の長さの1/3である。間疣はほぼ刺毛の形でのみ認められる。呼吸器系は前方に1対の書肺があり、その後方では糸疣の基部に1個の気孔があり、短い前庭部から4本の狭い気管が前方に向かい、そのうちの内側の1対は直後に2本の細い気管に分かれる。

## 生態など
アイアイグモ属に関してはアリの群れと共に見られることが多いという。その姿もアリに似ており、また動きも俊敏でアリと見分けるのが難しい上に採集も難しいという。おそらくはアリを獲物としており、その大顎が長いのもアリを捕まえる際に自身の身体との間に距離を取ることで安全を確保できるのだろうと言われる。
南米産のナンベイアイアイグモ属の唯一の種である Galianoella leucostigma の場合、やはりその外見がアリに似ており、獲物として見かけるのはほぼアリのみであるといい、また袋状の巣を作り、その中にやや平らな卵嚢を時に複数納める。

## 分布および分類
以下の属が以下の地域から知られる。
- Drassodella
- Gallieniella アイアイグモ属　マダガスカル島およびコモロ諸島[4]
- Galianoella ナンベイアイアイグモ属　南アメリカ[5]
- Legendrena　マダガスカル島[4]
- Meed オーストラリア[6]
- Neato オーストラリア[6]
- Oreo オーストラリア[6]
- Peeto オーストラリア[6]
- Questo オーストラリア[6]
- Toxoniella　東アフリカ[7]

これらの属および所属する種に関してはアイアイグモ科の属種の一覧を参照されたい。
当初に知られた2属がマダガスカル島および周辺諸島のものであったためにこの地域の固有な分類群と考えられたこともあったが、このように南半球に広く隔離分布しているものと見なされている。

### 他群との関係
小野、緒方(2018)の体系ではクモ目クモ亜目クモ下目の下に単性域類と完性域類を分け、本科は後者の中で「無師板・狩猟性・2爪」の名の下にまとめられている。この群にはこれまでの研究で近縁であると考えられたことのあるワシグモ科やフクログモ科も含められている。
本科のものは斜めに圧迫された形の下顎と不規則な形に平たくなった後中眼というワシグモ上科の典型的な特徴を示すが、前側側の糸疣が円錐形であり、また互いにより接して配置するという点ではこの上科の他の群とは明らかに異なる。Platonick(2002)はワシグモ上科の42属の形態的特徴に基づく分岐分類を試み、その結果この群の中で本科は分岐の先端近くに位置し、ヒトエグモ科と姉妹群をなす、という結果を得ている。

## 経緯
本群のクモが最初に知られたのは1947年で、Millot が Gallieniella mygaloides を記載したことに始まる。彼はこの種を2頭の雄の標本を元に記載し、その頭部の印象、特に長大な上顎に長い歯があることがオオツチグモ類を思わせることからこの種にこの種小名を与えた。しかし彼はこの類似性が外見だけのものであることを理解しており、同様に鋏角が長大に発達した様々なクモ下目(普通のクモ類)に言及しつつ、彼はこの群の分類上の位置を確定することを避け、ただこれが2爪類（2本の爪を持つ狩猟性のクモ下目）に属するのは確か、とのみ認めた。彼はこの種が独自の科に含まれ、新科としてアイアイグモ科 Galliemiellidae を立てるべきか、あるいはこれを亜科 Gallieniellinae としてフクログモ科に含めるべきかのどちらかであると考えていたが、それを決めないでいた。
Roewer はMillotの判断の後者を受け入れ、1954年に彼のクモ類カタログの仕事の中で本種を亜科よりもう一つ下の連 Gallienielleae として認め、フクログモ科の亜科である Corinninae （現在のネコグモ科を含む）の下に Tracheleae 、 Oedignatheae 、 Corinneae （現在のネコグモ科を含む群）と共に含めた。ただしこの扱いは奇妙なもので、彼は明らかに本種の標本を1つも確認せず、議論もなくこの扱いを決めている。しかしながらこの種をフクログモ科のどこかに置く、という点では彼の扱いは長く多くの研究者に引き継がれた。
他方でMillot の判断の前者を受け入れた研究者もあり、Legendre はこの種のタイプ産地においてこの種の標本を改めて手に入れ、更に初めての雌個体も発見したことを1967年に発表した。彼は複数種の個体について野外観察も行い、本種が独自の科であるべきと判断した。これが後の研究者からも指示され、本科はフクログモ科とごく近い関係にある独立の科であるとの判断がひとまず成立した。
Platonic はマダガスカルの地表性のクモのコレクションを得て、そこから本科に属するクモを多く見出し、1984年に本科のレビューを書き、そこには上記の種の他に同属の新種を3種、更に別属の新属とそこに含まれる4つの新種を記載した。彼はその後にワシグモ科のものとされていた Drassodella をこの科に移した。彼は更にオーストラリアのワシグモ上科について研究し、本科のものを発見し、既知の1属を本科に移し、さらに4属を新たに記載した。
2000年にはGoloboff がアシナガグモ科の種として記載されていたものを本科に属する新属のものと認め、ナンベイアイアイグモ属 Galianoella を記載した。さらに2002年には東アフリカから Toxoniella が本科の新属として記載された。